# Санатория Бобыльский
Санатория Бобыльский — поселок в Вадском муниципальном округе Нижегородской области.

## География
Поселок находится на юге центральной части Нижегородской области на расстоянии примерно 4 км на восток от села Вад, административного центра района, на южном берегу реки Вадок.

## История
До 2020 года входил в состав Вадского сельсовета.

## Инфраструктура
В южной части поселка находится Бобыльский противотуберкулезный санаторий.

## Население
Постоянное население составляло 97 человек (русские 97%) в 2002 году, 97 в 2010.